# Óscar Ramos
Óscar Ramos (Itacoatiara, 31 de agosto de 1938 — Manaus, 13 de junho de 2019) foi um artista plástico, designer e cenógrafo brasileiro.
Estudou pintura Livre com Ivan Serpa, no Museu de Arte Moderna do Rio de Janeiro, na década de 1960. Explorou novas possibilidades de artes gráficas ao lado de Luciano Figueiredo. Produziu capas de LPs (como Fa-Tal - Gal a Todo Vapor, de Gal Costa, em 1971, Araçá Azul, de Caetano Veloso, em 1972, entre outros) e trabalhou na revista Navilouca, dos poetas Torquato Neto e Waly Salomão.
Seu primeiro trabalho como diretor de arte foi no filme O gigante da América (1978), dirigido por Julio Bressane. Depois disso colaborou em filmes de Ivan Cardoso, entre eles O Escorpião Escarlate, que lhe rendeu o kikito da categoria no Festival de Gramado de 1990. Assinou também a direção de arte de produções como Menino do Rio, Além da Paixão e Tainá. 
Faleceu aos 80 anos em Manaus, vítima de um acidente vascular cerebral.

## Filmografia
- 1973 - OK x KO (com Luciano Figueiredo)[6]

## Obras publicadas
- 2013 - Maya[7]